# Néb Mária
Néb Mária, född 1799, död 1884, var en ungersk skådespelare.
Hon var verksam 1812-1847 i olika resande teatersällskap och har beskrivits som en av de mest uppskattade komikerna på sin tid. 